# Stoners Reeking Havoc
Albums de Kottonmouth Kings
Royal Highness
(1998)
Stoners Reeking Havoc est le premier EP des Kottonmouth Kings, sorti le 24 février 1998.

## Liste des titres
| 1. | Frontline                    | 5:30 |
| 2. | Suburban Life (1605 Mix)     | 3:37 |
| 3. | Roll It Up                   | 4:03 |
| 4. | Three Horny Devils           | 4:27 |
| 5. | Bump (Bobby B Homegrown Mix) | 4:13 |

| 1. | Freaks of the Industry   | 4:22 |
| 2. | Lovesongs                | 4:16 |
| 3. | Suburban Life            | 3:34 |
| 4. | Suburban Life (1605 Mix) | 3:38 |
| 5. | Bong Toking Alcoholics   | 4:44 |